# Flypaper (película de 2011)
Flypaper (Atraco por duplicado en España) es una película de 2011 protagonizada por Patrick Dempsey y Ashley Judd, y dirigida por Rob Minkoff.

## Sinopsis
Una extraña coincidencia hace que dos bandas atraquen el mismo banco a la misma hora. Un peculiar cliente (Patrick Dempsey) y una resuelta cajera (Ashley Judd) pondrán en juego su ingenio y su valor para intentar frustrar el golpe.

## Elenco
- Patrick Dempsey como Tripp.
- Ashley Judd como Kaitlin.
- Octavia Spencer como Madge Wiggins.
- Jeffrey Tambor como Gordon Blythe.
- Pruitt Taylor Vince como Jelly.
- Mekhi Phifer como Darrien.
- Matt Ryan como Gates.
- Tim Blake Nelson como Peanut Butter.
- James DuMont como Detective.
- John Ventimiglia como Weinstein